# Nationalpark Zentralbalkan
Der Nationalpark Zentralbalkan (bulgarisch Национален парк Централен Балкан/ Nationalen park Zentralen Balkan, dt. Nationalpark Zentrales Balkangebirge) ist einer von drei Nationalparks in Bulgarien, neben dem Nationalpark Pirin und dem Nationalpark Rila. Der Nationalpark Zentralbalkan ist der einzige Nationalpark im Balkangebirge und liegt in der die Region Usana. Er nimmt dessen zentralen und höchsten Teil ein. 21.019 ha der Kernzone des Nationalparks sind als sogenanntes „European Wilderness Society-Wildnisgebiet“ zertifiziert und gehören zum Netzwerk der europäischen Wildnis-Schutzgebiete. Die gesamte Fläche des Parks ist Teil des Natura-2000-Netzwerks.
Jahrhundertealte Wälder aus Buchen, Fichten, Tannen, Hainbuchen und Traubeneichen nehmen einen Großteil des Parks ein. Über die Hälfte der in Bulgarien vorkommenden Pflanzenarten wachsen in diesem Nationalpark. Von ihnen sind 10 Pflanzenarten und 2 Unterarten endemisch und nirgendwo sonst auf der Welt zu finden. Mehr als 130 höhere Pflanz- und Tierarten, die im Nationalpark anzutreffen sind, sind in der bulgarischen und in der internationalen Roten Liste für gefährdeten Arten aufgeführt. Das Parkgelände umfasst ausgedehnte Gipfel- und Kammwiesen, senkrechte Felswände, Abgründe, tiefe Schluchten, Wasserfälle, sowie zahlreiche Gipfel, von denen rund 20 höher als 2000 Meter sind.

## Geographie, Geschichte und Management
Der Nationalpark Zentralbalkan nimmt den zentralen und höchsten Teil des Balkangebirges ein. Er befindet sich zwischen 500 und 2376 Metern über dem Meeresspiegel. Der niedrigste Teil befindet sich in der Nähe der Stadt Karlowo. Den höchsten Teil bildet der Berg Botew. Auf dem Territorium des Nationalparks befinden sich folgende 9 Naturreservate mit einer Gesamtfläche von 20.000 ha: Boatin (bulg. Боатин), Zaritschina (bulg. Царичина), Kozja stena (bulg. Козя стена), Steneto (bulg. Стенето), Seweren Dschendem (bulg. Северен Джендем), Peeschti skali (bulg. Пеещи скали), Sokolna (bulg. Соколна), Dschendema (bulg. Джендема) und Stara reka (bulg. Стара река).
Der Park nimmt er Gebiete von elf Gemeinden ein. Diese liegen auf dem Territorium der folgenden fünf Provinzen/Oblaste: Oblast Lowetsch, Gabrowo, Plowdiw, Stara Sagora und Oblast Sofia.
Der Nationalpark Zentralbalkan wurde 1991 gegründet und umschließt ein Areal von 71.669,5 ha; davon sind 44.000,8 ha Wälder. 70 Prozent der Fläche sind natürliche Ökosysteme. Der Park ist ca. 85 km lang und ca. 10 km breit. Im Park befindet sich die Region Usana, die den geographischen Mittelpunkt Bulgariens darstellt.
Administrativ ist der Park in sieben Gebieten unterteilt, wobei sich die Parkdirektion in Gabrowo befindet. Darüber hinaus ist der Park in fünf Zonen geteilt:
- Zone für Tourismus
- Zone für Reservate
- Zone für Gebäude und andere Installationen
- Zone, in der der menschliche Einfluss begrenzt ist
- multifunktionale Zone

## Biogeographie

### Gewässer
Das Balkangebirge und der Gebirgskamm bilden eine Grenze der Entwässerungsgebiete Süd- und Nordbulgariens. Einige der größten Flüsse des Landes haben ihren Ursprung im Nationalpark: darunter der Wit, der Ossam und die Rossiza vom Nordteil und die Topoliza, die Strjama und die Tundscha im Südteil des Gebirges. Des Weiteren haben viele kleinere Flüsse, Bäche und weitere Zuflüsse ihren Ursprung im Gebirge, bevor sie in niedrigeren Teilen mit den größeren zusammenfließen.
Charakteristisch für diesen Teil des Gebirges sind die Stromschnellen, welche viele der Gewässer bilden. Auf dem Territorium des Nationalparks befinden sich auch einige der größten und längsten Wasserfälle (bulg. водопад/wodopad) Bulgariens, die in diesem Teil des Gebirges den Beinamen praskalo (bulg. пръскало) tragen. Dieser Beiname leitet sich aus dem lokalen Dialekt der bulgarischen Sprache ab, der im zentralen Teil des Gebirges gesprochen wird. Einige der Wasserfälle sind der Rajsko praskalo (bulg. Райско пръскало) mit einer Fallhöhe von 124,5 m, der Karlowsko praskalo (bulg. Карловско пръскало) mit einer Fallhöhe von 120 m, der Widimsko praskalo (bulg. Видимско пръскало) mit einer Fallhöhe von 80 m und der Kademlijsko praskalo (bulg. Кадемлийско пръскало) mit einer Fallhöhe von 72 m. Dabei ist der Rajsko praskalo-Wasserfall, der sich am Fuße des Berges Botew befindet, der längste auf der gesamten Balkanhalbinsel.

### Berge
Die höchsten Berge im Nationalpark Zentralbalkan sind:
- Botew (2376 m)
- Triglaw (2275 m)
- Weschen (2198,1 m)
- Goljam Kupen (2169 m)
- Lewski (2166 m)
- Malak Kupen (2100 m)
- Paskal (2029 m)

### Flora
Die Pflanzenwelt ist im Nationalpark Zentralbalkan vielseitig. Es wurden ca. 2350 Arten und Unterarten von Pflanzen dokumentiert, 170 von ihnen sind so genannten Heilpflanzen. Dazu existieren 229 Moos- und 255 Pilzarten.
Die Waldflächen nehmen 55 Prozent der Flächen des Nationalparks ein und stellen 1 Prozent aller Waldflächen Bulgariens dar. Sie befinden sich gleichermaßen auf der Nord- und Südseite des Gebirges. Bei 97 Prozent der Waldflächen im Park handelt es sich um natürlich gewachsene Wälder mit einem Durchschnittsalter von 115 Jahren.

### Fauna
Das große Gebiet des Nationalparks, wie auch seine Relief-, Klima- und Pflanzenvielfalt tragen dazu bei, dass im Park eine große Diversität an Lebewesen vorhanden ist.
Auf dem Territorium des Nationalparks sind 2390 Arten und Unterarten von Wirbellosen dokumentiert. 260 von ihnen gehören zu den gefährdetsten der Welt, 85 kommen nur auf der Balkanhalbinsel vor und 50 sind endemisch. Von den Wirbellosen sind besonders viele Käferarten gefährdet, von ihnen stehen 35 in der Roten Liste. Neben den Wirbellosen werden vor allem besonderen Maßnahmen zum Schutz der Wirbeltiere im Park getroffen.

#### Wirbeltiere
Im Nationalpark wurden 19 Arten Fledermäuse, 17 kleinere und 16 größere Säugetiere inventarisiert. Alle Fledermausarten gehören zu den gefährdeten Tierarten in Europa. Zu den am weitesten verbreiteten Tierarten gehören der Südliche Weißbrustigel und der Europäische Maulwurf. Weitere Säugetiere, die im Nationalpark vorkommen und in die bulgarische Rote Liste aufgenommen wurden, sind die Schneemaus, der Europäische Ziesel, das Eichhörnchen, der Baumschläfer und der Siebenschläfer.
In fast allen Teilen des Parks sind Huftiere verbreitet, darunter Hirsche und Gämsen. Ihre Zahl ist in den letzten Jahren jedoch zurückgegangen. Elf Raubtierarten leben im Nationalpark: Wolf, Schakal, Fuchs, Braunbär (im gesamten Park mit Ausnahme der alpinen Zonen), Mauswiesel, Tigeriltis, Steinmarder, Baummarder, Fischotter, Europäischer Dachs und Wildkatze. Von besonderem Interesse ist der Fischotter, dessen Verbreitung in Bulgarien sehr begrenzt ist. Die Fischotter sind in die Rote Liste Bulgariens aufgenommen worden und gelten als gefährdet. Die im Park lebende Population der Wildkatzen ist die größte in Südosteuropa.

#### Amphibien
Im Nationalpark sind 8 Amphibienarten anzutreffen. Charakteristisch für den Park, wie auch für das ganze Balkangebirge sind der Feuersalamander, der Springfrosch und die Erdkröte. In einigen Teilen sind auch die Wechselkröte und der Europäische Laubfrosch anzutreffen.

## Tourismus und Berghütten im Nationalpark
Der Park bietet mehrere Wanderpfade. Der Bergwanderweg Kom–Emine, der Teil des Europäischen Fernwanderwegs E3 ist, verläuft in ost-westlicher Richtung auf dem Gebirgskamm des Balkangebirges durch den Nationalpark. In den letzten Jahren wurden 10 Pferdepfade und einige Mountainbike-Wege eingerichtet. Die Wege und Pfade sind von der Parkleitung so angelegt worden, dass man über sie die historischen, kulturellen und ökologischen Sehenswürdigkeiten des Parks und der näheren Umgebung erreicht. Das Jedermannsrecht ist im Parkgebiet eingeschränkt und in einigen Zonen komplett aufgehoben, das Feuermachen sowie Zelten ist nur an den gekennzeichneten Stellen erlaubt. Das Angeln in den Gewässern ist verboten.
Auf dem Territorium des Nationalparks und in der unmittelbaren Umgebung existieren mehrere Berg- und Schutzhütten, sowie Berggasthäuser und Hotels, die insgesamt über 1400 Schlafplätze anbieten. Folgende 22 Berghütten, mit insgesamt 250 Schlafplätzen liegen innerhalb des Nationalparks und werden vom Bulgarischen Tourismusverband verwaltet:
- Ambariza, 1503 m
- Benkowski, 1540 m
- Balkanski Rosi, 1100 m
- Chubawez, 964 m
- Chajduschka pesen, 870 m
- Dermenka, 1530 m
- Dobrila, 1750
- Echo, 1700 m
- Komizki walog, 1800 m
- Kosja stena, 1560
- Mazalat, 1520 m
- Momina poljana, 1740 m
- Plewen, 1504 m
- Raj, 1560 m
- Rawnez, 1250 m
- Russalka, 1110 m
- Berghütte Sokolna, 1400 m
- Sweschen, 1050 m
- Switschi plaz, 1580 m
- Tascha, 1520 m
- Wassil Lewski, 1450 m
- Weschen, 1650 m